# Carl Fritiof Anderson
Carl Fritiof Anderson, allmänt kallad "Kino Anders", född 17 februari 1891 i Adolf Fredriks församling, Stockholm, död 1 november 1961 i Matteus församling, Stockholm
, var verkställande direktör i Kinocentralen.
Han var anställd vid Nya Dagligt Allehandas tekniska avdelning 1906-1909, tryckerifaktor vid Elis Österbergs Boktryckeri 1910-1918 samt vid Svensk Filmindustris Textlaboratorium 1918. 
Han startade 1918 AB Kinocentralen i kompanjonskap med Gösta Sandin och bildade Filmindustri AB Triumvirfilm 1924 tillsammans med Lars Björck. Han var verkställande direktör i Kinocentralen samt delägare i AB Wivefilm sedan 1933. Dessutom delägare i några Stockholmbiografer som Aveny, Lorry, Gloria och Ugglan.
Han var medlem av Stockholms Grosshandlarssocietet, Stockholms Borgargille, Sveriges Biograf- och Filmkammare, Stockholms Reklamförening mm